# Não encosta
Não encosta è una canzone della cantante brasiliana Ludmilla, musica scritta dal cantante e prodotta da DJ Pereira.
La musica ha il pagofunk come genere musicale, un sottogenere del funk carioca. La composizione si riferisce all'uso di droghe, quindi ha ricevuto una versione leggera.

## Video musicale
Il video è stato rilasciato il 20 aprile 2018 sulla piattaforma digitale Portal KondZilla.